# Hulda Bittencourt
Hulda Bittencourt (Santa Cruz do Rio Pardo, São Paulo; 28 de julio de 1934-1 de noviembre de 2021) fue una bailarina y coreógrafa brasileña. 

## Biografía
Inició sus estudios con Maria Olenewa, pionera del ballet clásico en Brasil. Tuvo como profesores a Vaslaw Veltcheck, Raul Severo, Ismael Guiser, Maria Melo, Bill Martin Viscount, John Lo`Brien, Rosella Hightower, Herida May y Shirley Graham. En técnica contemporánea fue alumna de Hube Visto Kumpera y en danzas folclóricas de Mercedez Batista. Se especializó en varios métodos de enseñanza, entre ellos el de la Royal Academy of Dancing. Bailó en varios grupos, incluyendo el Ballet de Cultura Artística. Participó también de óperas, operetas, musicales, habiendo trabajado por muchos años en la Organización Victor Costa (TELE). Entre sus incontables trabajos coreográficos se destaca "El  Quiebra-Nueces", que recibió en 1984 de la APCA el premio de mejor espectáculo y mejor coreografía del año. 
En 1959 fundó el Estudio de Ballet Cisne Negro. En 1977 fundó a Cisne Negro Compañía de Danza, donde fue directora artística.